# Podzemlje Orvieta
Podzemlje Orvieta odnosi se na niz tunela, umjetnih šupljina i radnih okruženja smještenih ispod grada Orvieta u Umbriji.

## Podzemlje
Skupina speleologa iz Orvieta istražuje gradsko podzemlje od kasnih 1970-ih, započevši amaterski popis koji je doveo do ponovnog otkrića više od 1200 umjetnih šupljina.
Neki od njih su potom detaljno istraženi i proučeni početkom devedesetih u ime regije Umbrija, koja je shvatila njihovu važnost i s gledišta stabilnosti litice te s povijesnog i arheološkog gledišta.
Podrumi čine većinu podzemnih prostora. Pedesetih godina prošlog stoljeća gotovo svi podrumi su napušteni, izgubivši, pojavom hladnjaka i novih sustava za proizvodnju vina, svoju funkciju idealnog okruženja, zbog niske temperature i nedostatka svjetla, za očuvanje hrane, a posebno vina.
Važnost podruma, od kojih je malo zanimljivih budući da su gotovo svi gotovo identični i također su iskopani u novije vrijeme, jest u tome što su nam omogućili da pronađemo tragove prethodnih iskapanja.
Izgradnja podzemlja otkrila je neke važne nalaze: dugi niz cisterni, od etruščanskih iz 5. stoljeća pr.Kr. (ona izrađena tzv. "okvirnom" tehnikom rijetka je i posebna) do srednjovjekovnih i vrlo velikih iz renesansnog razdoblja; tuneli iskopani u etruščansko doba za sakupljanje vode, uključujući i onaj s možda najdužim dijelom (oko 30 metara) koji je trenutno otvoren za posjetitelje; bunari korišteni u srednjem vijeku kao odlagališta otpada, značajni po onome što je proizašlo iz iskapanja nekih od njih (tradicija proizvodnje orvietske keramike potječe od vaza pronađenih u tim bunarima).

## Vanjske poveznice
|  | Zajednički poslužitelj ima još gradiva o temi Podzemlje Orvieta |